# جان و ماری (فیلم)
جان و ماری (به انگلیسی: John and Mary) فیلمی است محصول سال ۱۹۶۹ و به کارگردانی پیتر ییتس است. در این فیلم بازیگرانی همچون داستین هافمن، میا فارو، مایکل تلان و المپیا دوکاکیس ایفای نقش کرده‌اند.